# The Unfinished Swan
The Unfinished Swan è un videogioco sviluppato dalla Giant Sparrow per PlayStation 3 e distribuito attraverso il PlayStation Network, nonché opera prima della casa di produzione. Nel 2020 ne è stata realizzata una versione per Windows e iOS dalla Annapurna Interactive.

## Trama

### Alla ricerca del cigno
Monroe è figlio di una pittrice molto prolifica ma "più brava a cominciare le cose che a finirle": infatti alla sua morte lasciò più di 300 dipinti, tutti quanti incompiuti. Quando venne destinato all'orfanotrofio poté portare soltanto uno di essi, e scelse quello preferito dalla madre, in cui era ritratto un cigno incompiuto. Una notte il cigno ritratto sparì misteriosamente dalla tela, e Monroe decise allora di cercarlo. Prese il pennello d'argento ereditato dalla madre, e si avventurò oltre una porta che mai prima aveva notato. Da quel momento cominciano gli eventi di gioco.
Si ritrova in uno spazio completamente bianco, ma subito scopre che lanciando schizzi di vernice nera riesce a visualizzare lo spazio intorno a lui, che effettivamente esiste ma non è colorato. Avanzando in questa maniera riesce a trovare dei particolari colorati (come ad esempio le zampe del cigno che sta cercando) e trova dei riquadri in cui viene narrato la storia del Re del luogo in cui si trova. Questi era un re giovane ed arrogante, ma dotato di eccezionale talento artistico, che è riuscito tramite un pennello magico a letteralmente disegnare il suo regno, il quale si popolò poi di sudditi. Ma nessun colore andava bene per il Re, e così decise di lasciare tutto completamente bianco, scatenando malumori nel popolo che non riusciva ad orientarsi, fino a scegliere di colorare di propria spontanea volontà il regno. Ciò mandò su tutte le furie il Re, che bandì ogni pennello magico nel regno ad eccezione del suo.
Andando avanti, Monroe incrocia prima un osservatorio, per poi trovare uno spazio disegnato e visibile che sembrerebbe lo studio artistico del Re. Oltrepassato ha modo di poter vedere un castello all'interno di un gigantesco labirinto, in cui si avventura. Da altri riquadri viene a sapere che il Re voleva fortemente quel labirinto, gradevole da vedere ma per nulla funzionale, in cui ci si perdeva anche per settimane e causava ritardi, creando così altre lamentele. Il Re, non sopportando più un popolo che gli sembrava gretto, dipinse una barca per cercare un luogo ideale, promettendosi di tornare indietro per finire ciò che aveva lasciato incompiuto: promessa che mai rispetterà.
Il protagonista quindi riesce a vedere il cigno attraverso un cannocchiale e lo insegue con una mongolfiera, ma poco prima di afferrarlo essa precipita in un lago sottostante.

### La città disabitata
Uscendo dall'acqua Monroe si ritrova in una città completamente disabitata eccezion fatta per un gigante addormentato. Come si viene a sapere dal narratore e da un riquadro, si tratta del gigante più pigro di sempre, e a nulla valgono le grida del giovane per svegliarlo, poiché vuole il suo aiuto per raggiungere il cigno. Poi nota che a una torre è ancorata una nave volante, e decide di conseguenza di andare verso di essa.
Nella città scopre che il suo pennello ora lancia schizzi di vernice azzurra, e che inoltre può con esse attivare dei meccanismi con cui puoi avanzare nell'esplorazione della città. Questa è definita e già visibile, anche se alcune parti sono bianche o comunque incompiute. Da un altro paio di riquadri si scopre che il Re prima di essere un pittore era un vasaio, ma sempre disattento ai problemi cittadini: dipinse la rete fognaria cittadina solo dopo che i sudditi cominciarono ad usare i vasi del Re per i loro bisogni. Oltretutto a causa dell'aumento dei rifiuti dovuto all'arrivo di nuovi sudditi il Re per risolvere il problema disegnò un canale sul canale principale, spazzando via i rifiuti e i bambini troppo lenti
per scappare, ma in compenso la città si riempì di rampicanti.

### I rampicanti
Utilizzando un altro meccanismo Monroe scopre che la pittura di colore azzurro, la stessa del suo pennello, è recepita come acqua dai rampicanti. Questi sono il primo elemento di gioco davvero colorato. Con questa informazione il protagonista riesce quindi a far crescere i rampicanti dove desidera, permettendo così di poter ulteriormente avanzare nella città. Riesce così prima a trovare un altro piccolo labirinto, poi in un molo dove
attraverso un cannocchiale riesce a focalizzare l'attenzione su un edificio a forma del Re su un'isola non troppo distante, per la precisione una stanza nell'occhio sinistro. Poi a salire su una cisterna per l'acqua che utilizzerà per poter bagnare di vernice azzurra gli edifici circostanti permettendo così la crescita dei rampicanti, e infine raggiungere la torre vista all'inizio (che si scopre essere una torre campanaria) e la nave volante.
Mentre avanza, altri riquadri continuano a raccontare la storia del Re. Esso aveva ordinato la rimozione dei rampicanti, oramai divenuti fuori controllo, ma il popolo in segreto li annaffiava. Visto che la minaccia persisteva, dipinse un potente solvente a cui aggiunse crudeltà e superbia, ma fu una scelta di cui velocemente si pentì. Questo infatti distrusse tutte le guardie reali, metà del suo zoo e qualche gazebo, per poi essere cacciato in mare dal Re, dal suo ippopotamo e dal gigante. In un altro riquadro si viene a sapere che il Re odiava il mare, poiché distrusse l'unica opera che riuscì mai a completare: un castello di sabbia creato in un giorno di lavoro. Fu un fatto che lo colpì molto, giurando che avrebbe costruito un regno destinato a durare in eterno. In un ultimo riquadro poi si scopre che il popolo, presumibilmente stufo del Re, si trasferì altrove. Unico a rimanere fu il gigante, tanto leale quanto pigro.
Monroe quindi sale sulla nave volante, ma nonostante la sua velocità non riesce mai a raggiungere il cigno. Comincia a sospettare che qualcuno lo stia guidando da qualche parte, ma mentre riflette la nave volante finisce in una nube completamente nera.

### La foresta buia
A causa della nube oscura il protagonista non riesce più a vedere le stelle né il cigno, che riesce a seguire solo tramite il suo verso. Non riesce neppure a vedere l'albero contro cui la nave si incaglia, costringendolo a uno sbarco in una foresta buia, in cui in lontananza si vede un qualcosa di enorme a forma del Re. In questo caso la pittura torna nera, non permettendo quindi una visione del tragitto. A quello ci pensano delle piante luminescenti, le quali colpendole forniscono luci lungo il cammino e proteggono Monroe da ragni pronti ad aggredirlo, ma sensibili alla luce. Un frutto di queste piante, a forma perfettamente sferica, si stacca permettendo di poterlo spostare e di poter avanzare. A un certo punto il frutto finisce in un fiume, per cui deve starci vicino seguendo la velocità della corrente, fino a raggiungere la fine di esso esattamente di fronte a una casa in costruzione.
In questa parte finale un paio di riquadri proseguono la narrazione delle vicende del Re. Dopo che si era allontanato per sempre dal suo regno con la barca, decise che non voleva più creare un regno perfetto, destinato ad essere abitato da sudditi imperfetti. Per questo decise di creare una sua eredità in maniera tradizionale facendosi una famiglia. Dipinse una casa, ed essendo un tipo poco socievole dipinse sua moglie: una versione femminile di sé stesso di cui si innamorò subito.

### La casa incompiuta
Monroe si avventura così nella casa, e tramite alcuni dipinti può entrare in una versione alternativa della stessa, in cui è come se in fosse in una progettazione 3D. In queste sezioni il suo pennello non manda schizzi, ma gli permette di creare dei parallelepipedi. Addirittura i blocchi che mette nel progetto poi compaiono nella versione reale della casa, permettendogli così di avanzare. Supera così la casa, e tramite la barca riesce a raggiungere la costruzione a forma del Re, che altri non è che un monumento del suddetto.
Nella casa trova altri riquadri che continuano a raccontare del Re e della Regina. Il Re, innamoratissimo di ciò che aveva creato, cominciò a fare un sacco di doni alla Regina, che però rifiutò disinteressata a tutti tranne che al primo: un pennello d'argento. Nel mentre il sovrano costruiva stanze per poi non finirle, ritenendole inadatte alla sua Regina.  Quest'ultima poi dipingeva le creature che popolavano l'isola, anch'esse lasciate incompiute: essendo una versione femminile del Re aveva ereditato sia il suo talento artistico sia la sua incapacità di concludere le sue opere.
La narrazione prosegue spiegando che la Regina era rimasta incinta, ma la notte prima di partorire decise di partire e abbandonare il Re, senza alcun apparente motivo. Si portò dietro con essa il pennello d'argento e un suo quadro: quello del cigno incompiuto. A questo punto è chiaro al giocatore che Monroe altri non è che il figlio della Regina e del Re.

### Il monumento al Re
Arrivato al porto, altri due riquadri finiscono la storia. L'abbandono della Regina fu un durissimo colpo per il Re, il quale per nove anni non riuscì più a creare nulla. Poi dopo una visione decise di creare un monumento a sé stesso, ma non aveva neppure finito di completare il modello del progetto che i suoi poteri si affievolirono. Dopo qualche tempo non fu più in grado di concludere altre opere, fino a che una notte addormentandosi non riuscì neppure a finire un sogno, rimanendovi intrappolato.
Per salire su il protagonista deve togliere la corrente che passa per delle scale, ma staccando il generatore scopre che serve a mantenere basso il livello dell'acqua, che comincia così a salire sempre di più. È così costretto a salire velocemente la statua, fino ad arrivare in una stanza situata nel suo occhio sinistro: si tratta della stanza in cui si era addormentato il Re, che trova ancora lì a fianco del suo ippopotamo, nonché la stessa stanza che aveva visto dal cannocchiale del molo. Il portello dell'occhio si chiude di colpo, facendo sì che la camera diventi a tenuta stagna mentre l'acqua sommerge la statua. E in quel momento il Re si sveglia.

### Il sogno del Re
Il Re e l'ippopotamo parlano a Monroe facendolo sedere. Infatti il primo lo ha riconosciuto come il ragazzino che ha sognato, e si mette quindi a parlare del sogno che ha fatto. Comincia in una casa che gli ricorda quella in cui crebbe, e più di preciso la notte in cui se ne andò. Qualcuno bussò alla porta, ma come uscì era tutto bianco. Non fece in tempo a tornare nella casa che qualcuno aveva rovinato tutto il suo bianco giardino riempiendolo di schizzi di vernice nera. La sua statua gli parla dicendogli che è stato un teppista, prima di essere essa stessa riempita di vernice e cadere. Avanzando il Re afferma di aver visto i riconoscimenti, ed effettivamente avanzando nel livello appaiono. Stupito dall'affermazione l'ippopotamo chiede spiegazione, e il Re rompendo la quarta parete afferma che i suoi sogni hanno i riconoscimenti e pure i sottotitoli. Dopo il giardino, guarda con sgomento il suo labirinto incompiuto e poi la sua città infestata dai rampicanti. Ancora oltre si inoltra nella foresta, passando per la sua casa mai finita.
Successivamente afferma di aver visto il suo stesso funerale, dove l'unico ad essere presente era proprio Monroe. Poi vide il cigno incompiuto, diventato gigantesco, rompere la vetrata della cappella in cui si stava tenendo, e il Re ha quindi modo di poter vedere il suo monumento, ultimo tentativo di far passare qualcosa in eterno ai posteri. Avanzando diventa sempre più grande, fino a che arrivando al monumento e toccandolo quest'ultimo crollò subito in acqua. Sempre più grande, poté vedere la sua città, il suo labirinto e il suo castello piccoli, diventando conscio che tutte le sue creazioni sarebbero state diventate polvere o qualcun altro ci avrebbe dipinto sopra, come del resto lui stesso aveva fatto con le opere che vi erano prima.
Il sogno finisce con l'universo stesso che esplode, e il Re ha la netta sensazione che al suo risveglio le sue opere saranno distrutte per davvero. Tuttavia non è ne triste, poiché si è comunque divertito nel farle e non ne ha rimorsi. Infine dona il suo pennello magico, con la speranza che un giorno qualcuno possa dire "E' un uomo migliore di suo padre", confermando il fatto che Monroe è il figlio del Re. Il cigno, comparso nella stanza, apre una porta con dietro il banco, di cui il Re afferma conduca dove egli voglia, e il protagonista l'attraversa.
La scena finale mostra Monroe dormire nella camera da letto da cui era partito, dopo aver passato tutta la notte a dipingere. Il quadro altri non è che quello del cigno di sua madre, ora finalmente compiuto.

## Personaggi
- Monroe Finch

Si tratta del protagonista del videogioco, un ragazzino dall'età non chiarita nel gioco dai capelli biondi. Rimasto orfano della madre pittrice, viene destinato in orfanotrofio con un pennello d'argento e un quadro raffigurante un cigno incompiuto come unici ricordi della madre. Una notte il cigno sparisce in maniera misteriosa dal quadro, e Monroe decide di trovarlo varcando una porta che mai aveva visto prima. Ha quindi modo di poter esplorare un immaginifico regno pittorico che riesce a manipolare con il pennello di sua madre, inseguendo il cigno incompiuto. Qui avrà modo di scoprire le sue origini: è il figlio del Re e della Regina del luogo, fino ad incontrare direttamente il padre. Il suo cognome non viene mai detto all'interno del gioco, ma lo si è appreso dopo che è stata svelata l'identità del re.
- Il Re (Milton Finch)

Il sovrano del regno pittorico. Giunto nel regno dopo essere fuggito dalla casa di famiglia, ha modo di utilizzare il suo eccellente talento artistico e il suo pennello magico per creare la sua idea di regno perfetto. Questo progetto però andrà a scontrarsi con la sua poca funzionalità, il malcontento sempre crescente dei suoi sudditi, e il suo diventare sempre più ossessionato da esso. Dopo che i sudditi se ne vanno decide di isolarsi su un'isola, dove crea e sposa la sua compagna, la Regina, da cui avrà suo figlio Monroe, la quale lo abbandonerà. Distrutto dall'accaduto, solo dopo diversi anni quasi realizzerà la sua ultima opera - un monumento a sé stesso - per poi addormentarsi in un lunghissimo sogno dove vede tutte le sue opere deturpate. Resosi conto che niente dura in eterno accetta il tutto con serenità, per poi svegliarsi e parlare per la prima e unica volta con suo figlio, al quale alla fine dona il suo pennello magico.
Nonostante nel titolo la sua identità non venga mai svelata, uno sviluppatore del team ha dichiarato che si tratta di Milton Finch, uno dei due fratelli maggiori di Edith Jr. Finch, protagonista del successivo titolo della Giant Sparrow What Remains of Edith Finch.
- La Regina

È un personaggio che non compare mai direttamente nel gioco ma viene spesso citata. Si tratta di una versione femminile del Re, creata da quest'ultimo quando voleva creare una propria compagna. Per questo ha come lui un eccezionale talento artistico e un'incapacità a finire le opere iniziate: si sa che nella sua vita produce più di 300 tele, nessuna delle quali mai completate. Rimasta incinta di Monroe, la notte prima di partorire abbandona senza alcun apparente motivo il Re, portandosi con sé il pennello magico d'argento che quest'ultimo gli aveva regalato e la tela che ella prediligeva: quella ritraente un cigno incompiuto. Tornata in maniera misteriosa nel mondo reale, si affermerà come una pittrice prolifica, per poi morire quando il figlio era un bambino. Non viene mai dichiarato se e quale nome avesse.
- Il cigno incompiuto

Si tratta del ritratto del cigno incompiuto della Regina che ha preso vita. Essendo incompiuto non è stato finito, poiché non aveva finito di disegnare il collo. A causa di questo sebbene si veda più volte in maniera tridimensionale la testa risulta staccata dal corpo. Non sono chiari i motivi per cui partì dal quadro, ma il gioco fa intuire che volesse far ricongiungere Monroe col padre. Alla fine del titolo il figlio del Re riuscirà a completare il quadro, finendo il cigno e aggiungendoci due piccoli cigni.
- Il gigante

Un gigante che compare poco fuori le mura della città. Viene raccontato che si tratta del gigante più pigro del mondo, e che quando Monroe lo incontra è il suo giorno di riposo, quindi lo si vede dormire e russare senza che vi sia modo di svegliarlo e di interagirci. Stando a quanto narrato dei racconti fu uno dei tre a sconfiggere il solvente, e fu l'unico dei sudditi del Re a rimanere nel regno, dal momento che era tanto leale quanto pigro. Inoltre era addetto alla pulizia dei camini e dei tetti della città, e quando essa divenne disabitata ne fu felice perché non dovette più assolvere al compito.
- L'ippopotamo

Poco si sa circa di questo personaggio, che si presenta come un normale ippopotamo in grado di parlare. Viene descritto come il "fedele ippopotamo" del Re, e fu uno dei tre a sconfiggere il solvente. Lo si trova poi mentre veglia il Re nel suo lungo sogno, quindi lo aveva seguito nell'isola (anche se questo non viene narrato). Si stupisce molto quando viene a sapere che nei sogni del Re vi siano dei riconoscimenti.

## Modalità di gioco
Il titolo è di base un'avventura con elementi di puzzle game. La particolarità principale nel titolo sta nel pennello in dotazione al protagonista, col quale egli interagisce con l'ambiente. A seconda della situazione, il pennello lancia schizzi di inchiostro che rivelano il paesaggio circostante dipingendolo, attivano meccanismi, spingono oggetti, e in certe sezioni creano dei parallelepipedi. 
La storia poi è narrata attraverso dei disegni 2D e dalla voce di un narratore, ad eccezione della scena finale del Re narrata attraverso una grafica 3D e dalle parole di quest'ultimo.

## Easter Egg di Journey
Negli ultimi livelli di gioco, c'è una stanza con un canocchiale puntato sull'isola dove vive il Re. Se il giocatore sceglie di puntarlo sulla luna, zoomando, si noterà la montagna di Journey insieme a due figure incapucciate come il protagonista del gioco.